# Kanton Château-Chinon (Ville)
Château-Chinon (Ville) is een voormalig kanton van het Franse departement Nièvre. Het kanton maakte deel uit van het arrondissement Château-Chinon (Ville). 
Het werd opgeheven bij decreet van 18 februari 2014 met uitwerking op 22 maart 2015. Alle gemeenten werden opgenomen in het kanton Château-Chinon.

## Gemeenten
Het kanton Château-Chinon (Ville) omvatte de volgende gemeenten:
- Arleuf
- Blismes
- Château-Chinon (Campagne)
- Château-Chinon (Ville) (hoofdplaats)
- Châtin
- Corancy
- Dommartin
- Fâchin
- Glux-en-Glenne
- Lavault-de-Frétoy
- Montigny-en-Morvan
- Montreuillon
- Saint-Hilaire-en-Morvan
- Saint-Léger-de-Fougeret
- Saint-Péreuse